# NGC 7393
NGC 7393 este o interacting galaxies⁠(d) situată în constelația Vărsătorul. A fost descoperită în 5 octombrie 1785 de către William Herschel. Se află la o distanță de 37,15 de megaparseci de Pământ.